# 김포역
김포역(金浦驛)은 김포선의 철도역으로, 보통역으로 영업을 개시했다. 현재는 역터조차 남아 있지 않다.

## 연혁
- 1951년 8월 20일 : 보통역으로 영업 개시[1]
- 1954년 4월 1일 : 미군 화물을 제외한 일반화물이 모두 취급 중단
- 1965년 6월 24일 : 군용화물 취급역으로 지정[2]
- 1980년 7월 1일 : 화물 수요 감소로 폐역[3]

## 화물 수송량
군용화물 취급역으로 지정되었을 때는 화물 발송량이 17,390톤, 화물 도착량이 46,262톤이었다. 그러나 폐역 즈음에는 화물 발송량이 5,772톤, 화물 도착량이 10,985톤으로 아주 많이 줄어든 것을 알 수 있다.

## 같이 보기
- 김포공항역